# Karin Berger (Politikerin)
Karin Berger (* 14. Juli 1963 in Antwerpen, Belgien) ist eine österreichische Politikerin der Freiheitlichen Partei Österreichs (FPÖ). Seit Juni 2018 ist sie Abgeordnete zum Salzburger Landtag.

## Leben
Karin Berger besuchte von 1970 bis 1976 die 1. Schulstufe (Lagere school) nach dem Belgischen Schulsystem in Antwerpen-Borgerhout und von 1976 bis 1981 die 2. Schulstufe (Gymnasium) in Antwerpen. Seit 1981 ist sie Hotelangestellte in Lofer in Salzburg, seit 1983 hat sie die österreichische Staatsbürgerschaft.
Seit 2009 gehört sie der Gemeindevertretung in Lofer an, wo sie seit den Gemeindevertretungs- und Bürgermeisterwahlen in Salzburg 2014 Vizebürgermeisterin ist. Seit 2010 fungiert sie als Landesobfrau der Initiative Freiheitlicher Frauen (IFF) in Salzburg, seit 2013 ist sie zudem Landesobfrau des Freiheitlichen Familienverbandes Salzburg und Landesparteiobfrau-Stellvertreterin der FPÖ Salzburg. Bei der Europawahl in Österreich 2014 kandidierte sie für die FPÖ auf Platz sieben der Bundesliste.
2016 wurde sie Bezirksparteiobfrau der FPÖ im Pinzgau. Am 13. Juni 2018 wurde sie in der konstituierenden Landtagssitzung der 16. Gesetzgebungsperiode als Abgeordnete zum Salzburger Landtag angelobt. 2022 wurde Rene Sauerschnig zu ihrem Nachfolger als Bezirksparteiobmann gewählt, der ab 2021 als geschäftsführender Bezirksobmann fungierte.
Zu Beginn der 17. Gesetzgebungsperiode wurde sie Stellvertreterin von Klubobmann Andreas Schöppl.